# Kolbeckite
La kolbeckite è un minerale appartenente al gruppo della metavariscite.